# Intossicazione da molluschi paralizzanti
L'intossicazione da molluschi paralizzanti (PSP) è una delle 4 forme di avvelenamenti marini, dovuto all'ingestione di quegli organismi che si alimentano filtrando l'acqua, sia che si trovino in acque libere, sia che si trovino in allevamenti specifici.
Fra i molluschi interessati a tale avvelenamento troviamo ostriche, vongole, chitoni e pettini.

## Storia
Si ritrova traccia della sindrome nei diari di George Vancouver, dove egli descriveva con perizia la morte di un membro del suo equipaggio il 15 giugno 1793, il primo caso di morte dovuta all'intossicazione da molluschi paralizzanti di cui si ha notizia.

## Sintomatologia
Le prime manifestazioni si mostrano dopo un periodo variabile dall'ingestione di tali molluschi, che oscilla da alcuni minuti a diverse ore. Si osservano parestesie della bocca che con il tempo raggiungono il collo e le estremità, progredendo in paralisi. Inoltre si possono manifestare debolezza, nausea, diarrea, alterazioni dell'equilibrio, iperreflessia, vomito e cefalea. Si arriva a seconda della quantità ingerita anche ad insufficienza respiratoria, e in dosi eccessive anche alla morte.
La letalità varia a seconda dei paesi, arrivando a superare anche il 23%; i periodi di maggiore incidenza sono maggio e novembre.

## Eziologia
I molluschi diventano pericolosi per l'uomo quando concentrano le tossine chimiche ingerendo organismi microscopici quali i dinoflagellati e i protozoi del plancton. Tali organismi si riproducono soprattutto nelle acque temperate e subtropicali aderenti alle coste dei vari luoghi. Tali tossine idrosolubili non vengono distrutte durante le normali cotture dei cibi. La saxitossina è la maggiore responsabile dell'intossicazione, con i suoi 21 derivati.

## Terapie
Può essere d'aiuto una lavanda gastrica con bicarbonato di sodio al 2%.
Per scongiurare qualunque paralisi respiratoria l'individuo deve essere monitorato per 24 ore.